# 艾莉森·迪斯·福格斯
艾莉森·迪斯·福格斯（英語：Alison Des Forges，1942年8月20日—2009年2月12日）是一名美國歷史學家和人權運動者，主要研究有关非洲大湖地區議題，特別是1994年盧安達種族滅絕事件。2009年2月12日，福格斯死於飛機失事。

## 生平
艾莉森·迪斯·福格斯出生於1942年8月20日，原名艾莉森·B·利布哈夫斯基（Alison B. Liebhafsky），父親是西比爾·斯莫爾（Sybil Small），母親是赫爾曼·A·利布哈夫斯基（Herman A. Liebhafsky）。1964年，她與羅傑·V·德·福格斯（Roger V. Des Forges）結婚，後者是紐約州立大學水牛城分校的歷史學家，專門研究中國問題。迪斯·福格斯於1964年獲得拉德克利夫學院歷史學士學位，並於1966年和1972年分別獲得耶魯大學歷史碩士和博士學位。她的碩士論文和博士論文都探討了歐洲殖民主義對盧安達的影響。她的論文《失敗是唯一的壞消息：穆辛加統治下的盧安達，1896年—1931年》於2011年出版。該論文描述尤希五世·穆辛加統治時期的宮廷政治，顯示盧安達不同群體之間的分歧如何影響他們對殖民政府、傳教士和商人的反應。
她專門研究非洲大湖地區，並對盧安達種族滅絕事件進行了研究。她也是研究剛果民主共和國和蒲隆地侵犯人權議題的權威。
1994年，迪斯·福格斯因盧安達種族滅絕事件離開學術界，全職從事人權工作。
1999年，她被授予麥克阿瑟獎，以表彰她作為「人權領袖」所做的工作。
2009年2月12日，她在從紐澤西州紐華克飛往紐約州水牛城的途中，因科爾根航空3407號班機空難而喪生，享年66歲。

## 盧安達種族滅絕見證者
迪斯·福格斯被認為是對當時最了解發生盧安達種族滅絕事件的美國人。除了教育之外，她從1963年起就開始訪問盧安達。1994年4月，她開始每隔半小時給盧安達的活動家莫尼克·穆賈瓦馬里亞打一次電話，每次通話都能聽到槍聲越來越近。她在與穆賈瓦馬里亞通話時，穆賈瓦馬里亞抱歉地放下了聽筒，因為她不想讓迪斯·福格斯聽到她死去的聲音。她還請求迪斯·福格斯照顧她的孩子。穆賈瓦馬里亞活了下來，但她的報告致使迪斯·福格斯成为最早發現盧安達正在發生全面種族滅絕的局外人之一，並使迪斯·福格斯帶領研究小組找出了種族滅絕事件的发生缘由。她曾11次在盧安達問題國際刑事法庭上作證，並向法國國民議會、比利時參議院、美國國會、非洲統一組織和聯合國小組提供有關盧安達種族滅絕的證據。
1999年，迪斯·福格斯出版了《Leave None to Tell the Story》。《經濟學人》和《紐約時報》都將該書稱為盧安達種族滅絕的權威性著作。她在書中認為種族滅絕是由當時胡圖族占主導地位的盧安達政府所組織的，而不是部落衝突的自發性爆發。

## 影響
非洲學家勒內·勒馬錢德說：「盧安達的故事今天在美國廣為人知，這在很大程度上要歸功於菲利普·古雷維奇和艾莉森·迪斯·福格斯的工作。」
2009年，人權觀察将人權捍衛者獎更名为艾莉森·迪斯·福格斯非凡行動獎。